# Dante Giacosa
Dante Giacosa (Roma, 3 gennaio 1905 – Torino, 31 marzo 1996) è stato un ingegnere e designer italiano, considerato uno dei maestri della scuola motoristica italiana.

## Biografia
Di famiglia cuneense originaria di Neive, nacque a Roma dove il padre Costantino, maresciallo dei Carabinieri, prestava servizio in quel periodo. Attese agli studi classici, che lasciarono un'impronta indelebile nel suo stile culturale e progettistico: conoscere la lingua latina e la greca gli diede «un senso di misura ed equilibrio senza il quale non avrei potuto svolgere il mio lavoro».
Nel 1927, a soli 22 anni, si laureò in ingegneria meccanica presso il Politecnico di Torino e subito rispose ad una inserzione diffusa dalla SPA per l'assunzione di un disegnatore tecnico. Inizialmente scartato al colloquio, venne assunto qualche settimana più tardi dietro segnalazione di Vittorio Valletta, conoscente della famiglia. Dopo aver trascorso mesi a ripassare lucidi, senza avere alcun incarico concettuale, nel 1928 Giacosa decise di eseguire autonomamente alcuni progetti di piccole modifiche e migliorie, sottoponendoli alla direzione tecnica della SPA ed ottenendone considerazione e compiti di maggiore responsabilità.
Nel 1929 l'ufficio progettazione della SPA, da tempo acquisita dalla FIAT, venne trasferito al Lingotto e Giacosa fu assegnato al reparto Pavesi, nel gruppo che seguiva l'evoluzione del modello "P4". L'anno successivo fu aggregato al reparto motori automobili della FIAT.
Presso le varie ramificazioni dell'azienda automobilistica torinese svolgerà tutta la sua lunga e feconda carriera ascendendo dal primo incarico di disegnatore progettista, per il quale fu assunto con lo stipendio di 600 lire mensili, sino ai massimi livelli dirigenziali. Già nel 1933 venne promosso capo dell'ufficio tecnico vetture, nel 1955 capo della direzione superiore tecnica degli autoveicoli, nel 1966 direttore di divisione e membro del consiglio direttivo dell'azienda.

Giacosa accanto alla Fiat 500 "Topolino"

Il primo periodo della sua carriera, dal 1928 al 1946, fu per lui una sorta di apprendistato sebbene ricoprisse già incarichi di prestigio; in questi diciotto anni completò la sua formazione di progettista e acquisì vasta esperienza. Il secondo periodo, dal 1946 al 1970, anno nel quale si dimise con discrezione e profondo senso dell'equilibrio per raggiunti limiti di età, lo vide responsabile della progettazione in numerosi settori dell'azienda; durante questi ventiquattro anni fu attivo in ogni branca della progettazione motoristica, dal settore autovetture a quello aeronautico a quello marino a quello dei grandi motori per impieghi industriali ed energetici a quello dei veicoli militari e speciali. A volte si occupò non solo dell'aspetto motoristico ma anche del disegno generale delle vetture, come nel caso della Nuova 500 del 1957 che è rimasto forse il più famoso della sua carriera e per cui nel 1959 gli fu conferito il Premio Compasso d'oro. Anche il Centro Stile Fiat fu sempre sotto la sua guida.
Il 29 gennaio 1970 la FIAT annunciò la sua nomina a consulente della presidenza e della direzione generale e a rappresentante della società presso enti nazionali ed internazionali. Poco dopo si dimise per raggiunti limite di età e si dedicò a consulenze e alla scrittura di vari libri di memorie. Il gesto appartiene in tutto al suo stile sobrio e discreto. La FIAT in quell'occasione lo ricordò con queste parole: "Validissimo contributo, alta competenza, geniale capacità".
Il 31 marzo 1996 morì a Torino, a 91 anni di età. È sepolto nel cimitero di Neive.
Sebbene svolse la carriera quasi interamente all'interno della FIAT, ricoprì anche diversi ruoli esterni e scrisse parecchi libri sia tecnici sia di memorie. Tra i più noti in Italia e nel mondo è "Motori endotermici", un trattato completo ed esaustivo sulla progettazione e il funzionamento dei motori a combustione interna di ogni tipo e dimensione, adottato come libro di testo per numerosi corsi universitari. Dal 1947 al 1966 fu professore al Politecnico di Torino per il corso di costruzione di motori. Tra le numerose cariche che ricoprì ricordiamo: presidente CUNA (Commissione Unificazione e Normalizzazione Autoveicoli), presidente generale ATA (associazione tecnica dell'automobile), presidente della Fisita (fédération internationale des sociétés des ingénieurs des techniques de l'automobile), membro SAE (society of automotive engineers, USA), membro dell'Institution of Mechanical Engineers britannica.
Nel 1987, con un gruppo di personalità del motorismo, fu cofondatore dell'AISA (Associazione Italiana per la Storia dell'Automobile), della quale divenne il primo presidente.

## Pensiero
Sentiamo dalle sue parole l'approccio al lavoro e lo stile che lo caratterizzano: «Nel 1946, nominato direttore degli uffici tecnici autoveicoli, divenni ingegnere capo, il responsabile del progetto delle vetture e degli altri veicoli terrestri costruiti dalla Fiat. Dirigere gli uffici tecnici non significava per me semplicemente fare il direttore, ma sviluppare in proporzioni di gran lunga maggiori il "mio" lavoro: ideare, pensare a tutta l'attività che è peculiare del progetto. Significava esaminare ogni giorno sui tavoli da disegno il progredire degli studi e il graduale definirsi del nuovo modello di vettura, autocarro o autobus o altro veicolo, così come lo avevo immaginato in relazione ai programmi della Fiat». E ancora: «Progettare è anche valutare le difficoltà, individuare i problemi essenziali, ricercarne le diverse soluzioni possibili e selezionare quelle che appaiono in grado di risolverli nel modo più semplice e completo».

## Riconoscimenti

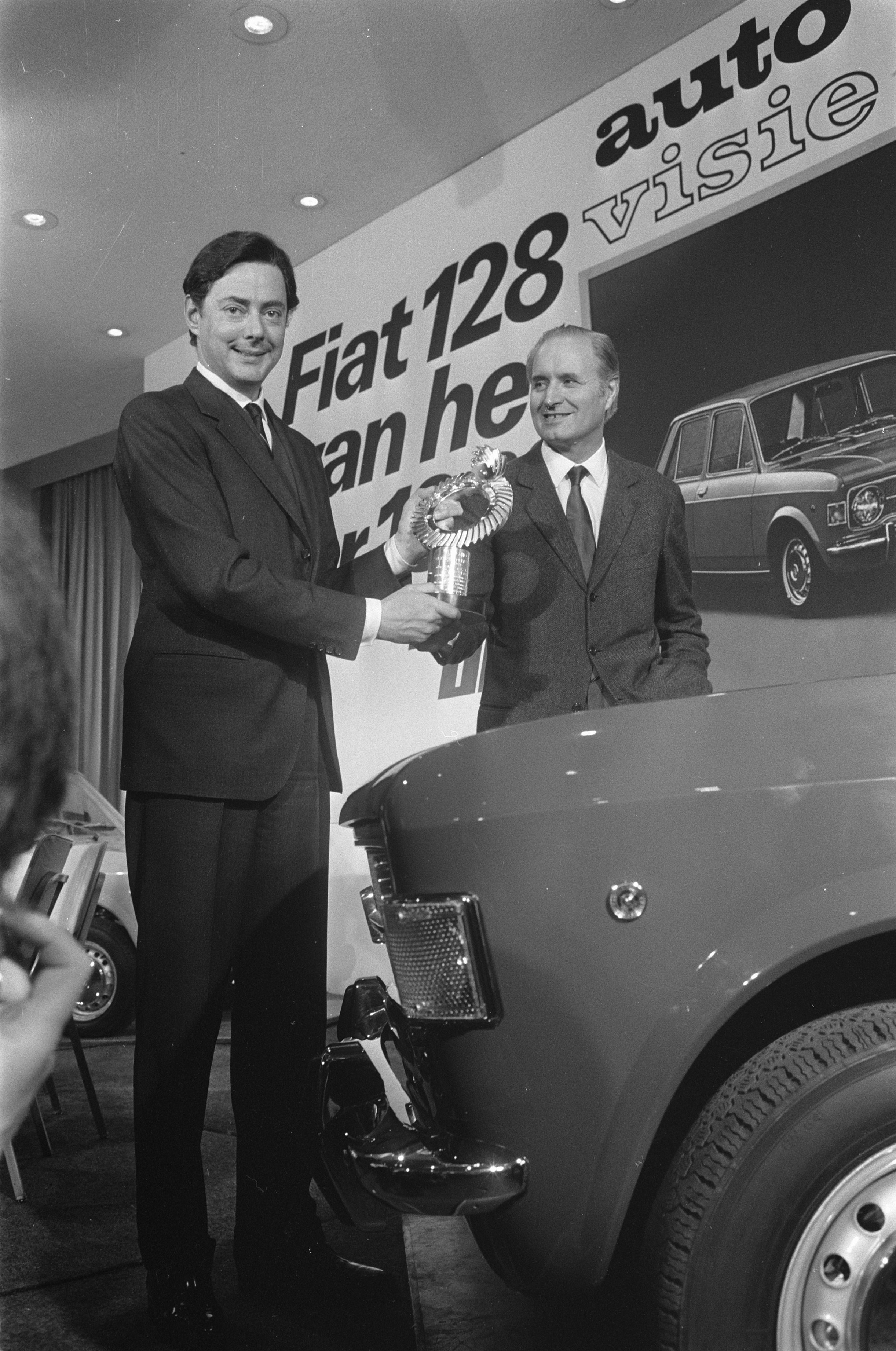
Giacosa (a destra), con Umberto Agnelli, riceve ad Amsterdam il premio di Auto dell'anno assegnato nel 1970 alla Fiat 128.

Durante la sua lunga vita ottiene numerosissimi riconoscimenti, tra cui: medaglia d'oro per la conferenza presentata nel 1966 alla XXIII conferenza del traffico e della circolazione promossa dall'ACI di Milano nel settembre del 1967, medaglia d'oro assegnata dal comitato promotore del convegno internazionale artisti, critici e studiosi d'arte per "l'attività di progettazione, sviluppata coerentemente per raggiungere un equilibrio tra gli aspetti di una politica di produzione di grande serie e quelli sociali, economici, tecnologici e formali che ne danno un'originale impronta" nel settembre del 1968, medaglia d'oro colombiana per "la distinzione è un particolare riconoscimento alla intensa e feconda attività di progettista insigne di autoveicoli che caratterizzano nel mondo l'industria italiana ed alla chiara e motivata fama di docente universitario e di pubblicista di trattati scientifici notevoli". Nel 1959 vince il compasso d'oro per la creazione della Nuova Fiat 500 del 1957, piccola utilitaria che nelle motivazioni del premio "costituisce un tipico esempio, nel campo dell'automobile, di una forma nata dalla stretta integrazione fra tecniche proprie della grande serie nell'industria meccanica e particolari esigenze di economia nella produzione di una macchina di ampia destinazione popolare. Il premio, sottolineando la coraggiosa rinuncia alla figuratività tradizionale dell'automobile attraverso un attento riesame del complesso dei suoi elementi fondamentali, intende portare in rilievo il fatto che tale concezione, oltre ad aver condotto il designer alla massima limitazione degli elementi superficiali del costume decorativo, segna un'importante tappa nella strada verso una nuova genuinità espressiva della tecnica".

## Autovetture nel cui progetto è coinvolto
È forse il settore dove più operò e per il quale è ricordato dal pubblico non professionista, sebbene sia solo uno dei molteplici a cui si dedicò.

### Fiat 500 (Topolino)
È la prima vettura del cui sviluppo è completamente responsabile. Vettura minima, che deve essere talmente economica da poter essere acquistata anche da uno degli operai che la costruiscono, così la pensano Agnelli e Valletta. Il 15 giugno 1936 viene presentata al pubblico col nome Fiat 500, subito soprannominata Topolino.
Nel 1937 viene proposta in versione Furgoncino.
Nel 1948 viene aggiornata nella 500 B con motore a valvole in testa, offerta anche come Giardiniera con fiancate in legno. Nel 1949 è ulteriormente aggiornata nella terza serie, la 500 C.

### Fiat 508 C/1100 "Nuova Balilla
Berlina media che sostituisce nel giugno 1937 la Fiat 508 Balilla. Il motore, con vari aggiornamenti, sarà utilizzato sino al 1969 dalla Fiat 1100 (103).
Viene aggiornata a fine 1939 con il nuovo frontale a "prua di nave" ed un cruscotto più moderno diventando la 1100 A (detta "musone"), ancora nel 1948 con un nuovo motore che dà origine alla 1100 B e nel 1949 con il comando del cambio al volante e modifiche alla coda nella serie E. Viene costruita con numerose varianti di carrozzeria, comprese cabriolet, trasformabili, veicoli commerciali, berline lunghe per uso privato o tassì e alcune versioni sportive.

### Fiat 2800
Costruita in soli 620 esemplari fra il 1938 e il 1943, con motore a sei cilindri in linea, la Fiat 2800 è un'imponente berlina di rappresentanza o una torpedo militare destinata agli alti ufficiali.

### Cisitalia D46
Monoposto da competizione, progettata per la Cisitalia, con componenti meccanici della Fiat 508B e della Topolino. Costruita a partire dal 1946 fu la dimostrazione di come con una base relativamente semplice ed economica si potesse creare una categoria di vetture da competizione accessibile anche ai piloti più giovani e con meno disponibilità finanziarie, anche negli anni difficili dell'immediato dopoguerra.

### Cisitalia 202
Coupé Granturismo biposto diretta evoluzione della D46 con carrozzeria di Pininfarina, è considerata una delle più belle automobili mai realizzate. Un esemplare è esposto al Museum of Modern Art di New York come "scultura in movimento".

### Fiat 1500 D
Evoluzione del 1948 della Fiat 1500 di anteguerra, al cui progetto Giacosa non aveva partecipato. L'anno successivo viene ulteriormente modificata nella 1500 E.

### Fiat 1400 e 1900
Concluso il periodo della seconda guerra mondiale si dedica alla Fiat 1400, prima vettura FIAT a scocca portante poi soprannominata la vettura europea, che viene presentata al salone di Ginevra nel marzo 1950. Da essa deriva la Fiat 1900, con uguale carrozzeria e motore più potente. La 1400 è realizzata anche in versione Cabriolet e, dal 1953, Diesel; la 1900 in versione "Granluce", ovvero berlinetta sportiva. Nel 1954 viene realizzata la seconda serie (1400 A e 1900 A) e nel 1956 la terza (1400 B e 1900 B).

### Fiat Campagnola
Il progetto della Fiat Campagnola è del 1951. Ne derivano un fuoristrada civile, la Campagnola appunto, e uno militare, chiamata a seconda delle serie AR51, AR55 o AR59.

### Fiat 8V
Granturismo di grandi prestazioni e costruzione stranamente artigianale per la FIAT (era costruita dall'officina Costruzioni Sperimentali), uscì nel 1953.

### Fiat 1100 103, 1100 TV, 1100 Familiare
Sempre nel 1953 Giacosa si occupa della 1100 103, vettura di grande successo. Nel 1954 è la volta della 1100 TV (Turismo Veloce) e della 1100 Familiare. La 1100 rimane in produzione per diversi anni, aggiornata nel 1956 come 1100/103 E, nel 1957 come 1100/58, nel 1960 come 1100 Special ed Export, nel 1962 come 1100 D e infine nel 1966 come 1100 R. Da essa derivano anche la 1200 Granluce e le 1100 e 1200 Spyder.

### Fiat 8001 Turbina
Prototipo sperimentale del 1954, con motore a turbina.

### Fiat 600 e 600 Multipla
La 600 uscita nel 1955 è uno dei più grandi successi della FIAT, l'auto che assieme alla Nuova 500 è destinata a motorizzare gli italiani. Un successo strepitoso.
Dallo sviluppo progettuale di questa vettura cruciale nella storia della casa torinese, deriveranno le sue evoluzioni naturali, rappresentate dapprima dalla Fiat 850 del 1964 (che sfrutta analoga impostazione meccanica e telaistica) e dalla Fiat 127 del 1971 che, pur rivoluzionando i canoni estetici e adottando motore e trazione anteriore, manterrà identica struttura motoristica, aumentando la cilindrata del propulsore a 903 cm³, disponendolo trasversalmente anziché longitudinalmente, con conseguente aumento del rendimento meccanico.

### Fiat Nuova 500 e Autobianchi Bianchina
La Nuova 500 esce nel 1957 ed è assieme alla 600 uno dei suoi più grandiosi progetti, per il quale nel 1959 vince il compasso d'oro. La Autobianchi Bianchina ne è la sorella più "ricca".
In pieno miracolo economico, la Nuova 500, erede della leggendaria Topolino, fu progettata da Giacosa per soddisfare il bisogno crescente di mobilità degli italiani. Con un motore posteriore da 479 cc, fu omologata inizialmente per ospitare appena due passeggeri(dal momento che il sedile posteriore era limitato ad una 'panchetta'). Il modello di lancio del '57 proponeva un tipo di autovettura piuttosto spartana ad un prezzo 'democratico' di 490.000 lire: successivamente, con alcune modifiche apportate agli interni ed al motore, riuscì a garantirsi l'approvazione del grande pubblico, raggiungendo il boom delle vendite tra gli anni 1965 al 1972.
Il 1975, anno in cui fu dichiarata ufficialmente fuori produzione, contava ben circa 3,8 milioni di esemplari venduti.

### Fiat 1800, 2100, 2300
Le 1800 - 2100 - 2300 usciranno in varie versioni a partire dal 1959. Erano equipaggiate con motore a sei cilindri in linea.

### Fiat 1300 e 1500
Nel 1961 propone le 1300 e 1500, due vetture dalle fattezze ispirate, in piccolo, alla linea di moda in quegli anni in America.

### Autobianchi Primula
Progettata per l'Autobianchi, la Primula è la prima automobile italiana a trazione anteriore e motore trasversale.

### Autobianchi A111 e A112
Altrettanto famose sono le A111 e A112 del 1969, vetture di grande successo, in particolare l'A112.

### Fiat 124 e 125
La Fiat 124 è la vettura dell'anno nel 1967, la Fiat 125 introduce molti elementi leggeri su auto di serie.

### Fiat Dino
La Fiat Dino, è una sportiva realizzata in collaborazione con la Ferrari; il suo motore deriva dall'omonima vettura da competizione; la Fiat la realizzò con carrozzeria spider (1966, Pininfarina) e coupé (1967, Bertone) con motore 2000, poi aggiornata con un 2400 nel 1969.

### Fiat 130
La Fiat 130 è la prima grande ammiraglia di casa FIAT, in particolare la versione coupé ha linee molto accattivanti e anticipa lo stile degli anni settanta. Giacosa se ne occupò marginalmente, ritenendo la FIAT non sufficientemente preparata a realizzare vetture di questa taglia.

### Fiat 128
Tra le più diffuse vetture del parco circolante in quel periodo la Fiat 128 è eletta auto dell'anno nel 1970 ed è la prima FIAT a motore e trazione anteriori.

### Fiat 127
Lo stile è di Pio Manzù. Giacosa vi partecipa attivamente per la parte motoristica. Presentata nel 1971, nel 1972 la Fiat 127 viene eletta auto dell'anno.

### Fiat 126
La Fiat 126 presentata nel 1972 è l'erede della 500.

### Modelli abbandonati
Giacosa lavorò intensamente anche a progetti di grande rilievo che furono però abbandonati per vari motivi.
- "700" Vettura utilitaria tra la Topolino e la 1100 A, doveva essere commercializzata nei piani della FIAT nel 1940, lo scoppio della guerra ne fermò l'industrializzazione. Il prototipo è conservato al Centro storico Fiat
- "1900" 6 cilindri. Grossa berlina dalla linea moderna a scocca portante, con un motore da 60 cv e sei posti comodi, costruita e provata nel 1939/40. Purtroppo il prototipo venne distrutto da un bombardamento su Torino.
- "400" Microvettura dal peso di appena 412 kg, prototipo costruito nel 1939/40 e brevemente provato nella tarda primavera 1940. Ricoverata in un magazzino assieme al prototipo della 1900, ne subi' malauguratamente la stessa sorte.
- "101" Progetto di trazione anteriore. Osteggiato dalla direzione FIAT, venne sostituito dalla 600.
- "122" vettura destinata a porsi tra la 600 e la 1100 con motore posteriore di 900 cm³. Si preferì realizzare la 850, derivata dalla 600. Uno dei modelli di stile e parte del progetto finì per dar vita alla Simca 1000.
- "123" vettura a trazione anteriore. Era un progetto alternativo alla 124. Lo stile sarà "recuperato" per l'Autobianchi A111

## Opere
- Motori endotermici, Ulrico Hoepli, Milano, 1965 -(la precedente edizione è del 1956, libro di testo per Periti Industriali Meccanici)
- I miei 40 anni di progettazione alla Fiat, Automobilia, Milano, 1979
- L'Architettura delle macchine: il Rinascimento, Mazzotta, Milano, 1982 (con Agnoldomenico Pica)
- Progetti alla FIAT prima del computer, Automobilia, Milano, 1989

## Archivio Dante Giacosa
Un fondo di circa 24 metri lineari (estremi cronologici: 1903 - 1996) comprendente disegni tecnici, corrispondenza, fotografie, relazioni tecniche e su temi diversi, appunti di viaggio, partecipazioni a conferenze e congressi nonché materiale relativo alla Cisitalia è consultabile su appuntamento presso il Centro Storico Fiat, a Torino.